# Calycomyza ipomoeaphaga
Calycomyza ipomoeaphaga este o specie de muște din genul Calycomyza, familia Agromyzidae, descrisă de Martinez în anul 1992.
Este endemică în Guadeloupe. Conform Catalogue of Life specia Calycomyza ipomoeaphaga nu are subspecii cunoscute.